# Gnorimosphaeroma akanense
Gnorimosphaeroma akanense is een pissebed uit de familie Sphaeromatidae. De wetenschappelijke naam van de soort is voor het eerst geldig gepubliceerd in 1998 door Nunomura.